# Josie Davis

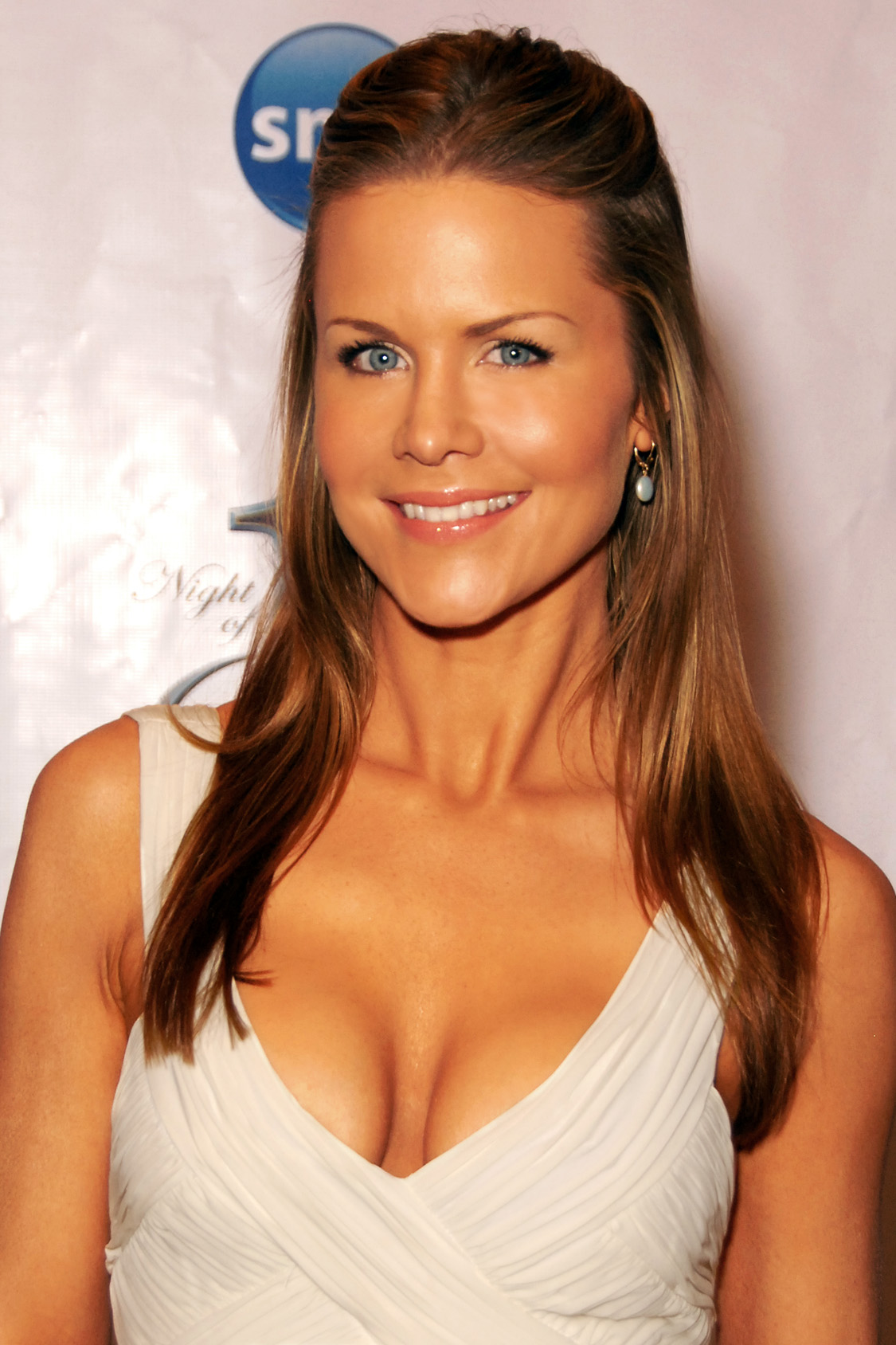
Josie Davis in Beverly Hills (2010)

Josie Rebecca Davis (* 16. Januar 1973 in Los Angeles, Kalifornien) ist eine US-amerikanische Schauspielerin, Filmproduzentin und Drehbuchautorin.

## Leben und Karriere
Josie Davis trat als Kind in Werbespots auf. Von 1987 bis 1990 spielte sie in der Fernsehserie Charles in Charge. Für diese Rolle gewann sie 1989 den Young Artist Award und wurde 1990 sowie 1991 für den gleichen Preis nominiert. In den darauffolgenden Jahren folgten Gastauftritte in Fernsehserien und kleine Nebenrollen; von 1996 bis 1997 spielte sie in der US-Serie Schatten der Leidenschaft.
Im Thriller Badge of Fear (1997) übernahm Davis die Hauptrolle einer Polizistin, die sich in einen vor einem Stalker zu beschützenden Schauspieler verliebt und ihn selbst dem Stalking unterzieht. In der Komödie Kalamazoo? (2006) spielte sie eine der drei Hauptrollen der eine längere Zeit getrennten Schulfreundinnen. Im Fernsehfilm Nora Roberts – Lilien im Sommerwind (2007) spielte sie die Rolle einer Frau, die ihre ursprüngliche Feindseligkeit gegenüber der von Claire Forlani gespielten Freundin ihrer ermordeten Schwester überwindet.
Davis gründete das Produktionsunternehmen 3 Sketch Films. Dieses Unternehmen produzierte unter anderem den Kurzfilm Lotto (2003), in dem sie selbst mitspielte und der 2003 auf dem Hollywood MiniDV Festival ausgezeichnet wurde.

## Filmografie (Auswahl)
- 1987–1990: Charles in Charge (Fernsehserie, 104 Folgen)
- 1996–1997: Schatten der Leidenschaft (The Young and the Restless, Fernsehserie, 85 Folgen)
- 1997: Badge of Fear
- 1998–2000: Beverly Hills, 90210 (Fernsehserie, 11 Folgen)
- 2000–2001: Titans – Dynastie der Intrigen (Titans, Fernsehserie, 14 Folgen)
- 2002: L.A. Law – Der Film (L.A. Law: The Movie, Fernsehfilm)
- 2002: Sonny
- 2002: Psychic Murders
- 2003: Lotto (Kurzfilm)
- 2004: In the Game (Fernsehfilm)
- 2004 CSI: Miami (Fernsehserie, eine Folge)
- 2004: Navy CIS (NCIS, Fernsehserie, eine Folge)
- 2005: Blind Injustice (Fernsehfilm)
- 2005: Two and a Half Men (Fernsehserie, eine Folge)
- 2006: Kalamazoo?
- 2007: Nora Roberts – Lilien im Sommerwind (Carolina Moon, Fernsehfilm)
- 2007: The Trouble with Romance
- 2007: In the Land of Merry Misfits
- 2008: The Perfect Assistant (Fernsehfilm)
- 2008: Rules of Engagement (Fernsehserie, eine Folge)
- 2009: Burn Notice (Fernsehserie, eine Folge)
- 2009: Bones – Die Knochenjägerin (Bones, Fernsehserie, eine Folge)
- 2009: CSI: NY (Fernsehserie, 3 Folgen)
- 2010: Chuck (Fernsehserie, eine Folge)
- 2013: Gefährliche Lehrerin (Dirty Teacher, Fernsehfilm)
- 2013: The Mentalist (Fernsehserie, eine Folge)
- 2016: Hintergangen (Backstabbed, Fernsehfilm)
- 2017: Secrets of My Stepdaughter (Fernsehfilm)
- 2017: The Storm
- 2017: Locked In (Fernsehfilm)
- 2019: The Secret Lives of Cheerleaders (Fernsehfilm)
- 2020: Stumptown (Fernsehserie, eine Folge)
- 2023: Glowzies
- 2024: Festival of Trees (Fernsehfilm)
- 2025: Pardon Me – The Bevelyn B. Williams Story